# Équitation aux Jeux paralympiques d'été de 2024
Navigation
Tokyo 2020 Los Angeles 2028
L'équitation aux Jeux paralympiques d'été de 2024 se déroulent du 3 au 7 septembre 2024 dans le parc du château de Versailles.
Le concours est ouvert au handicaps touchant les membres (déficience des fonctions des membres supérieures ou inférieures) et aux handicaps visuels : il y a deux types épreuves pour les cinq grades dans le championnat individuel (Grand Prix Individuel et Grand Prix libre) correspondant au programme technique et au programme libre ainsi qu'une épreuve par d'équipe.

## Organisation

### Lieu de la compétition

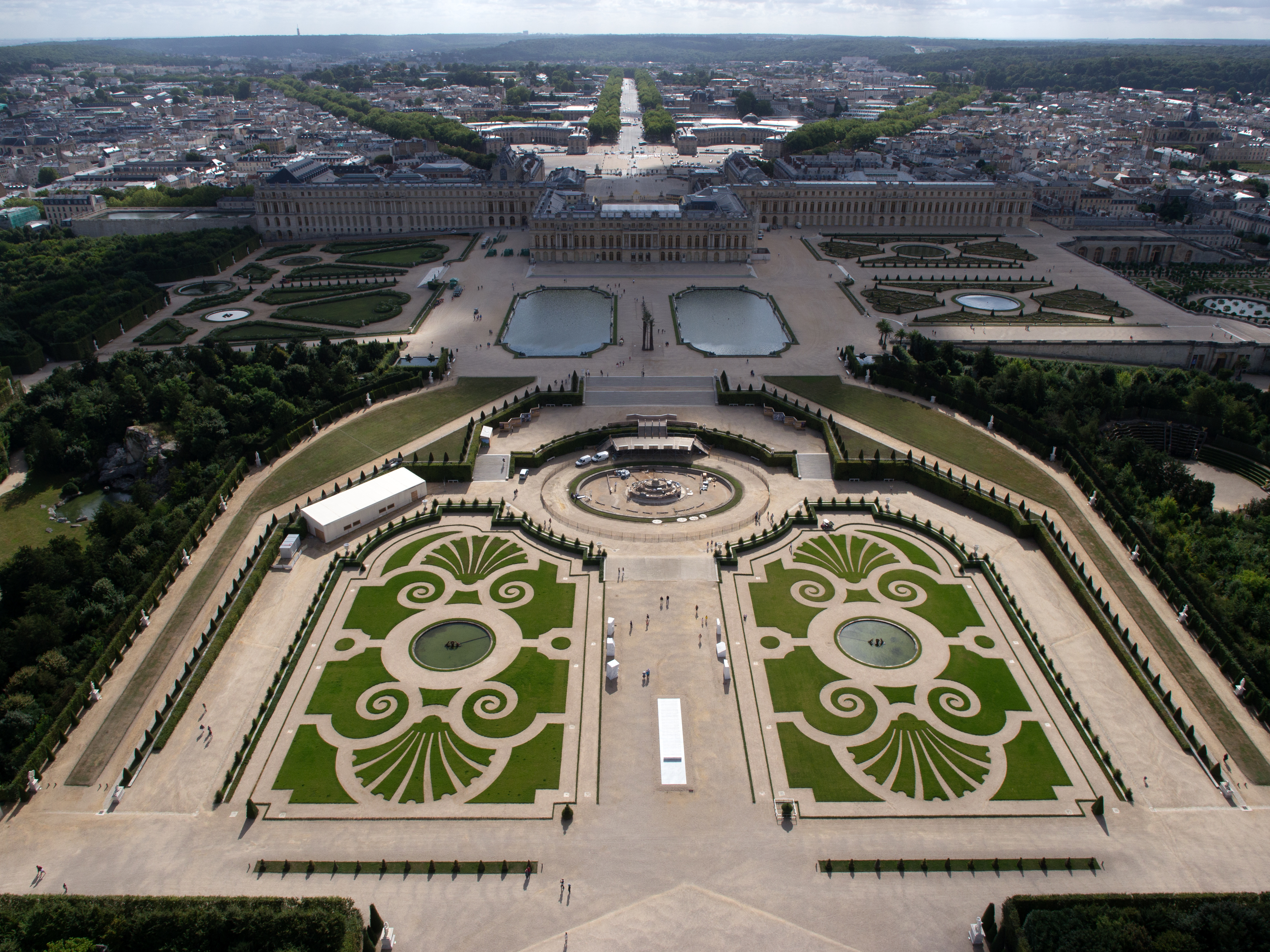
Vue aérienne du château de Versailles.

Les épreuves d'équitation ont lieu dans le parc du château de Versailles comme pour les épreuves des jeux olympiques: une carrière avec des tribunes d'une capacité de 15 000 places sera installée à l'ouest du Grand Canal.

### Calendrier
| Calendrier général des Jeux paralympiques de 2024 | Calendrier général des Jeux paralympiques de 2024 | Calendrier général des Jeux paralympiques de 2024 | Calendrier général des Jeux paralympiques de 2024 | Calendrier général des Jeux paralympiques de 2024 | Calendrier général des Jeux paralympiques de 2024 | Calendrier général des Jeux paralympiques de 2024 | Calendrier général des Jeux paralympiques de 2024 |
| Septembre 2024                                    | Septembre 2024                                    | Septembre 2024                                    | Mar 3                                             | Mer 4                                             | Jeu 5                                             | Ven 6                                             | Sam 7                                             |
| ------------------------------------------------- | ------------------------------------------------- | ------------------------------------------------- | ------------------------------------------------- | ------------------------------------------------- | ------------------------------------------------- | ------------------------------------------------- | ------------------------------------------------- |
| Grand prix Indiv.                                 | Grand prix Indiv.                                 | Grand prix Indiv.                                 | I/II/III                                          | IV/V                                              |                                                   |                                                   |                                                   |
| Grand prix Libre                                  | Grand prix Libre                                  | Grand prix Libre                                  |                                                   |                                                   |                                                   |                                                   | I/II/III/IV/V                                     |
| Grand prix Spécial                                | Grand prix Spécial                                | Grand prix Spécial                                |                                                   |                                                   |                                                   | Open                                              |                                                   |

### Classification
Les cavaliers sont catégorisés par « grade » selon leur niveau de handicap, :
| Catégorie | Observations |
| --------- | --- |
| Grade I   | Cavalier avec des troubles moteurs très importants entraînant des difficultés d'équilibre et de coordination. Technique : les reprises se déroulent au pas uniquement. Le cavalier peut utiliser des aides approuvées pour les aider à rester sur le cheval et à le conduire.                       |
| Grade II  | Cavalier avec des troubles moteurs importants, notamment des paralysies sur différents segments du corps. Technique : les reprises se déroulent au pas et au trot en ligne droite. |
| Grade III | Cavalier atteint de déficience unilatérale ou d'amputation importante (déficiences au niveau du torse et des jambes ou sur un côté de leur corps). Technique : les reprises se déroulent au pas, au trot et éventuellement un petit galop.                                                          |
| Grade IV  | Cavalier atteint de déficience unilatérale modérée ou de perte totale de la vue. Technique : les reprises se déroulent au pas, trot et galop avec des mouvements latéraux. Les cavaliers peuvent faire des cercles.                                                                                 |
| Grade V   | Cavalier avec une déficience d'un ou deux membres seulement, ou un certain degré de déficience visuelle. Technique : les reprises se déroulent au pas, trot et galop avec des mouvements latéraux. Le cavalier est capable d'effectuer des mouvements et des routines complexes à tous les rythmes. |

En équitation, les hommes et les femmes concourent ensemble.
Pour les équipes de quatre cavaliers, l'un d'eux doit avoir un handicap de la plus lourde catégorie (I ou II). Ils vont participer chacun à deux reprises imposées pour le classement par équipe et une pour la qualification pour la reprise libre en musique afin de tenter le titre individuel.

## Participation

### Qualification
Un comité paralympique ne peut inscrire qu'un maximum de 4 cavaliers. Pour constituer une équipe, trois concurrents doivent pouvoir être alignés.
La qualification se fait d'abord par équipe, puis de façon individuelle. Hormis le championnat de monde et le championnat d'Europe, la qualification est obtenue à partir du classement FEI établi à la fin de l'année 2023. 
| Qualification                                                        | Qualification                                                        | Date                      | Lieu             | Places attribuées | Qualifiés |
| Quota par équipe                                                     | Quota par équipe                                                     | Quota par équipe          | Quota par équipe | Quota par équipe  | Quota par équipe                                                                                                  |
| -------------------------------------------------------------------- | -------------------------------------------------------------------- | ------------------------- | ---------------- | ----------------- | --- |
| Pays hôte                                                            | Pays hôte                                                            | Pays hôte                 | Pays hôte        | 4 (1)             | France |
| Championnats du monde 2022                                           | Championnats du monde 2022                                           | du 6 au 10 août 2022      | Herning          | 28 (7)            | Pays-Bas Danemark États-Unis Grande-Bretagne Belgique Allemagne Italie                                            |
| Championnats d'Europe 2023                                           | Championnats d'Europe 2023                                           | du 4 au 10 septembre 2023 | Riesenbeck       | 4 (1)             | Suède |
| Classement para-équestre de la FEI                                   | Zone Afrique                                                         | 31 décembre 2023          | 31 décembre 2023 | 4 (1)             | — |
| Classement para-équestre de la FEI                                   | Zone Amérique                                                        | 31 décembre 2023          | 31 décembre 2023 | 4 (1)             | Canada |
| Classement para-équestre de la FEI                                   | Zone Asie                                                            | 31 décembre 2023          | 31 décembre 2023 | 4 (1)             | Singapour |
| Classement para-équestre de la FEI                                   | Zone Océanie                                                         | 31 décembre 2023          | 31 décembre 2023 | 4 (1)             | Australie |
| Classement para-équestre de la FEI                                   | Zone Monde                                                           | 31 décembre 2023          | 31 décembre 2023 | 8 (2)             | Autriche Norvège                                                                                                  |
| Classement para-équestre de la FEI                                   | Réallocation                                                         | 31 décembre 2023          | 31 décembre 2023 | 4 (1)             | Irlande |
| Quota individuel                                                     |                                                                      |                           |                  |                   | |
| Classement para-équestre de la FEI avec une répartition continentale | Classement para-équestre de la FEI avec une répartition continentale | 31 décembre 2023          | 31 décembre 2023 | 15                | Lettonie Brésil (2) Hong Kong Pologne (2) Finlande (2) Hongrie Tchéquie Afrique du Sud Slovaquie Suisse Japon (2) |
| Invitation bipartite                                                 | Invitation bipartite                                                 | 18 mars 2024              | 18 mars 2024     | 3                 | Grèce Finlande Tchéquie                                                                                           |
| Quota additionnel                                                    | Quota additionnel                                                    | 5 août 2024               | 5 août 2024      | 3                 | Arabie saoudite Nouvelle-Zélande Suisse                                                                           |
| Total                                                                | Total                                                                | Total                     | Total            | 78                | 78 |

### Nations participantes
| Afrique | Amériques  | Asie   | Europe                                                             | Océanie |
| ------- | ---------- | ------ | ------------------------------------------------------------------ | ------- |
|         | États-Unis |        | Allemagne Belgique Danemark France Italie Grande-Bretagne Pays-Bas |         |
| 0 pays  | 1 pays     | 0 pays | 7 pays                                                             | 0 pays  |

## Résultats

### Podiums
| Catégorie I - Grand Prix Individuel   | Rihards Snikus (LAT) sur King of the Dance                                                                    | Roxanne Trunnell (USA) sur Fan Tastico H                                                          | Sara Morganti (ITA) sur Mariebelle                                                                                         |  |  |  |
| Catégorie I - Grand Prix libre        | Rihards Snikus (LAT) sur King of the Dance                                                                    | Sara Morganti (ITA) sur Mariebelle                                                                | Mari Durward-Akhurst (GBR) sur Athene Lindebjerg                                                                           |  |  |  |
|                                       | |                                                                                                   | |  |  |  |
| Catégorie II - Grand Prix Individuel  | Fiona Howard (USA) sur Diamond Dunes                                                                          | Katrine Kristensen (DEN) sur Goerklintgaards Quater                                               | Georgina Wilson (GBR) sur Sakura                                                                                           |  |  |  |
| Catégorie II - Grand Prix libre       | Fiona Howard (USA) sur Diamond Dunes                                                                          | Georgina Wilson (GBR) sur Sakura                                                                  | Heidemarie Dresing (GER) sur Dooloop                                                                                       |  |  |  |
|                                       | |                                                                                                   | |  |  |  |
| Catégorie III - Grand Prix Individuel | Rebecca Hart (USA) sur Floratina                                                                              | Rixt van der Horst (NED) sur Royal Fonq                                                           | Natasha Baker (GBR) sur Dawn Chorus                                                                                        |  |  |  |
| Catégorie III - Grand Prix libre      | Rebecca Hart (USA) sur Floratina                                                                              | Rixt van der Horst (NED) sur Royal Fonq                                                           | Natasha Baker (GBR) sur Dawn Chorus                                                                                        |  |  |  |
|                                       | |                                                                                                   | |  |  |  |
| Catégorie IV - Grand Prix Individuel  | Demi Haerkens (NED) sur Daula                                                                                 | Sanne Voets (NED) sur Demantur                                                                    | Anna-Lena Niehues (GER) sur Quimbaya 6                                                                                     |  |  |  |
| Catégorie IV - Grand Prix libre       | Demi Haerkens (NED) sur Daula                                                                                 | Anna-Lena Niehues (GER) sur Quimbaya 6                                                            | Kate Shoemaker (USA) sur Vianne                                                                                            |  |  |  |
|                                       | |                                                                                                   | |  |  |  |
| Catégorie V - Grand Prix Individuel   | Michèle George (BEL) sur Best of 8                                                                            | Regine Mispelkamp (GER) sur Highlander Delight's                                                  | Sophie Wells (GBR) sur LJT Egebjerggards Samoa                                                                             |  |  |  |
| Catégorie V - Grand Prix libre        | Michèle George (BEL) sur Best of 8                                                                            | Regine Mispelkamp (GER) sur Highlander Delight's                                                  | Sophie Wells (GBR) sur LJT Egebjerggards Samoa                                                                             |  |  |  |
|                                       | |                                                                                                   | |  |  |  |
| Grand Prix Open par équipe            | États-Unis - Rebecca Hart sur Floratina - Fiona Howard sur Diamond Dunes - Roxanne Trunnell sur Fan Tastico H | Pays-Bas - Demi Haerkens sur Daula - Rixt van der Horst sur Royal Fonq - Sanne Voets sur Demantur | Allemagne - Heidemarie Dresing sur Dooloop - Regine Mispelkamp sur Highlander Delight's - Anna-Lena Niehues sur Quimbaya 6 |  |  |  |

### Tableau des médailles
| Rang  | Nation | Or | Argent | Bronze | Total |
| Total | Total  | -  | -      | -      | -     |
| ----- | ------ | -- | ------ | ------ | ----- |